# 大谷大學
大谷大學（日语：／ Ōtani Daigaku），是位在日本京都府京都市北區的私立大學。1923年創校，簡稱大谷、大谷大、谷大。

## 历史
1665年，佛教淨土真宗東本願寺設立的「學寮」為起源的大學。

## 關連項目
- 淨土真宗
- 大谷大學短期大學部
- 九州大谷短期大學

## 外部連結
- 大谷大學 （页面存档备份，存于）（日語）